# فرانسه در المپیک تابستانی ۲۰۱۲
فرانسه در بازی‌های المپیک تابستانی ۲۰۱۲ که در شهر لندن بریتانیای کبیر برگزار شد، کاروان فرانسه با ۳۳۰ ورزشکار در این رقابت‌ها شرکت کرد و موفق به کسب ۲۴ مدال (۸ طلا، ۷ نقره، ۹ برنز) شد. در جدول رتبه‌بندی توزیع مدال‌ها، فرانسه در ردهٔ ۷ مسابقات قرار گرفت.